# モンテ・ローザ
モンテ・ローザ（伊: Monte Rosa）は、イタリア・スイス国境にある山。アルプス山脈で2番目に高い山であり、スイスの最高峰である。
「モンテ・ローザ」は単独の峰ではなく、複数の峰からなる山群の名称である。最高点はイタリア側にある標高4,634mのプンタ・デュフール（デュフール峰、伊：Punta Dufour、独：Dufourspitze、仏：Pointe Dufour）。イタリア側はピエモンテ州、スイス側はヴァレー州に属している。
この山の名前は一般に、イタリア語のrosa（薔薇）に由来し、朝日に染まった山の様子から名付けられたと考えられているが、アルピタン語で氷河を意味するroisaが語源であるとする説もある。

### 出典

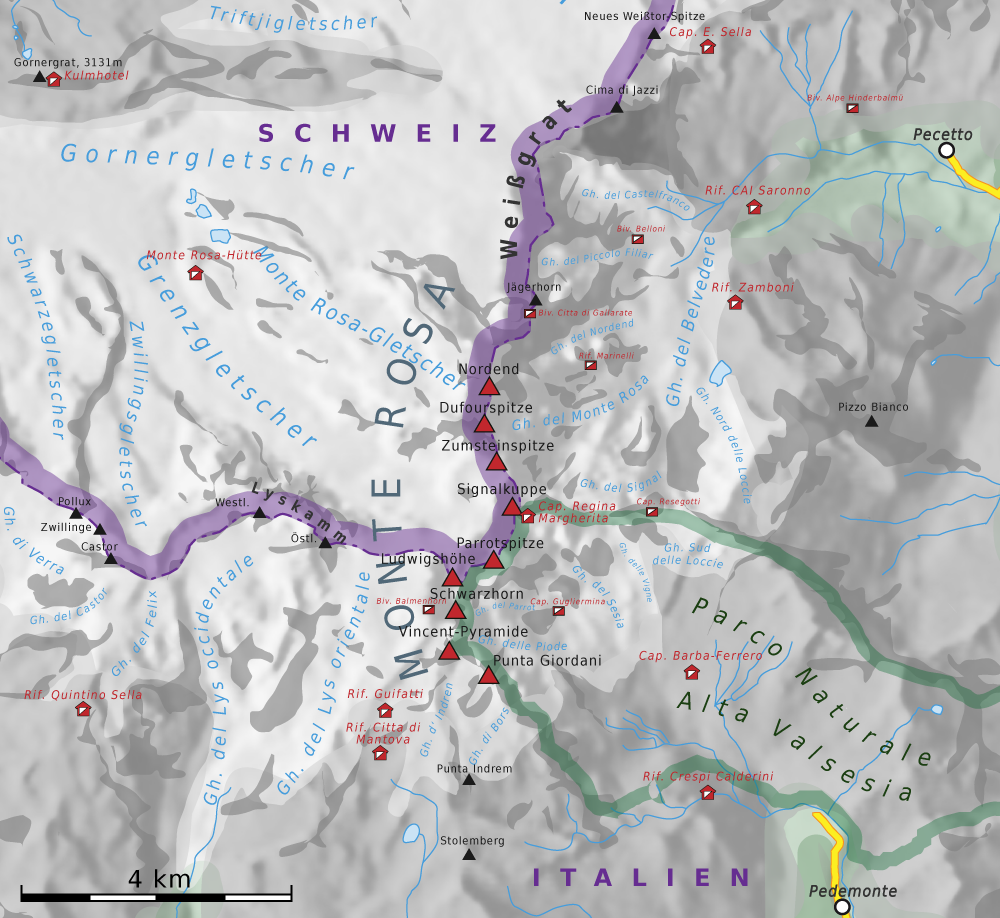
モンテ・ローザ山群の峰（ドイツ語表記）